# Jobiparadieskrähe
Die Jobiparadieskrähe (Manucodia jobiensis), auch Jobi-Manucodia genannt, ist eine krähenähnlich aussehende Vogelart aus der Familie der Paradiesvögel (Paradisaeidae). Sie gilt als eine heimlich lebende und bislang nur wenig untersuchte Vogelart. Die Jobiparadieskrähe kommt auf Neuguinea und angrenzenden Inseln vor. Die Art gehört zu den wenigen monogamen Arten der Paradiesvögel.
Die Bestandssituation der Jobiparadieskrähe wird von der IUCN als ungefährdet (least concern) eingestuft. Es werden keine Unterarten unterschieden.

## Beschreibung

### Körperbau und -maße
Die Jobiparadieskrähe ist innerhalb der Gattung der Manukoden ein vergleichsweise kleiner Paradiesvogel mit einem gestuften Schwanzgefieder.
Sie erreicht eine Körperlänge von bis zu 34 Zentimeter, davon entfallen beim Männchen zwischen 11,3 und 14,1 Zentimeter und beim Weibchen zwischen 11,7 und 12 Zentimeter auf die Steuerfedern. Der Schnabel hat eine Länge von 3,5 bis 4,2 Zentimeter. Die Männchen wiegen zwischen 212 und 257 Gramm, die Weibchen sind mit 150 bis 205 Gramm etwas leichter. Die Geschlechter unterscheiden sich nur geringfügig. Die Weibchen sind gewöhnlich etwas kleiner als die Männchen.

### Erscheinungsbild
Der Kopf und der Hals sind schwarzblau und mit stark metallisch blaugrün glänzenden Federspitzen. Unter bestimmten Lichtverhältnissen können diese auch violett glänzen. Am Nacken, am Kinn, der Kehle und am Hals bewirken diese glänzenden Federspitzen, die sich gegen das ansonsten matt blauschwarze Gefieder abheben, dass das Federkleid leicht gebändert wirkt. Der Mantel, der Rücken, der Bürzel und die Oberseite des Schwanzgefieder sind dunkelblau mit einem intensiven, metallisch violetten Glanz. Unter bestimmten Lichtverhältnissen ist dieser auch Magnet. Der Glanz fehlt hier auf den Federspitzen, so dass bei bestimmten Lichteinfall das Federkleid ebenfalls quergebändert wirkt.
Der metallische Glanz ist auf der Brust weniger ausgeprägt als auf dem Mantel und auch auf dem Bauch sowie den Schenkeln ist der Glanz nochmals weniger intensiv. Das Gefieder schimmert auch eher bläulich-grün. Der Schnabel ist schwarz, mit einem leicht verbreitertem Schnabelfirst. Die Iris ist blutrot. Die Beine und die Füße sind schwarz.

## Verwechslungsmöglichkeiten

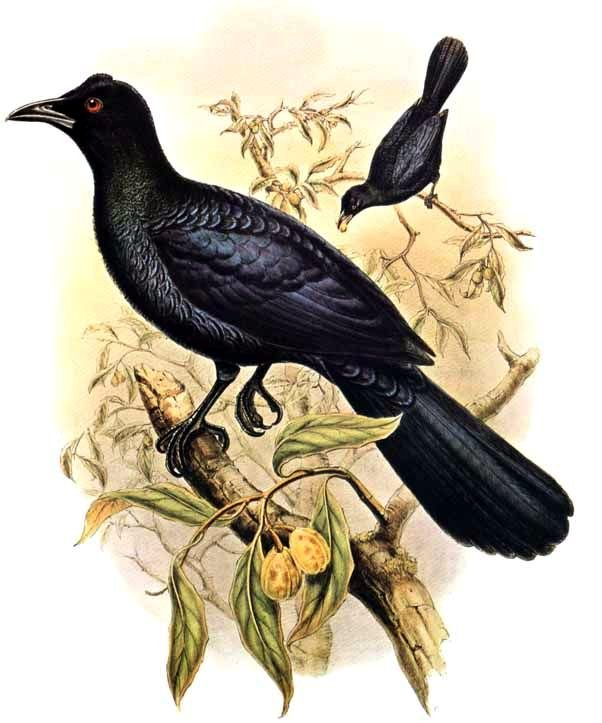
Grünparadieskrähe, die sich von der Jobiparadieskrähe im Erscheinungsbild kaum unterscheidet

Die Jobiparadieskrähe ist bei Feldbeobachtungen kaum von der Grünparadieskrähe zu unterscheiden. Sie hat im Vergleich zu dieser Art lediglich einen etwas kürzeren Schwanz, der außerdem etwas weniger gestuft ist, als dies bei den anderen Arten der Manukoden der Fall ist.

## Verbreitungsgebiet und Lebensraum
Der Verbreitungsschwerpunkt der Jobiparadieskrähe sind die Tiefebenen in der nördlichen Hälfte Neuguineas. Das Verbreitungsgebiet ist allerdings auch hier disjunkt. Es reicht von der Cenderawasih-Bucht bis zur Mündung des Ramus. In der südlichen Hälfte von Neuguinea ist das Verbreitungsgebiet auf kleine Gebiete im Westen zwischen den Flüssen Mimika und Setekwa begrenzt. Die Jobeparadieskrähe besiedelt außerdem die Insel Yapen, eine 2.278 km² große Insel in der Cenderawasih-Bucht. Die Höhenverbreitung reicht von den Tiefebenen Neuguineas bis in Höhenlagen von 500 Metern. Nur sehr selten ist sie auch noch in Höhenlagen von 750 Metern anzutreffen; in der Regel besetzt oberhalb von 500 Höhenmetern die Grünparadieskrähe ihre ökologische Nische. Es gibt allerdings vereinzelte Gebiete, in der sowohl Jobi- als auch Glanzparadieskrähen, Schall- und Grünparadieskrähe vorkommen.
Der Lebensraum der Jobiparadieskrähe sind Regenwälder der Tiefebenen, Sumpfwälder und Waldränder in den Vorgebirgen.

## Lebensweise
Bislang konnte die Jobiparadieskrähe nur beim Fressen von Früchten beobachtet werden. Es wird aber davon ausgegangen, dass sie daneben auch Wirbellose frisst. Sie ist bei der Nahrungssuche häufiger mit anderen Vogelarten vergesellschaften. Auffällig ist, dass es sich dabei um Vögel handelt, deren Federkleid überwiegend schwarze oder braune Töne aufweist.
Wie alle übrigen Manukoden ist die Jobiparadieskrähe monogam. Die Fortpflanzungsbiologie ist allerdings bislang nur wenig erforscht. Das einzig bekannte Nest befand sich 2,4 Meter über dem Erdboden und hing zwischen zwei horizontalen Ästen. Es war aus Wurzeln, Teilen von Schlingpflanzen und Blättern gebaut. Das einzig bekannte Gelege umfasste zwei Eier von blassrosa Farbe. Die Eischale wies außerdem kleine dunkelbraune und lavendelgraue Flecken auf.